# Man Mohan Adhikari
Man Mohan Adhikari (Nepali: मनमोहन अधिकारी, Manmohan Adhikārī; * 20. Juni 1920 in Lazimpat; † 26. April 1999 in Kathmandu) war ein nepalesischer Politiker und Ministerpräsident seines Landes von 1994 bis 1995.

## Jugend
Adhikari wurde in Lazimpat, einem Dorf in der Nähe der nepalesischen Hauptstadt Kathmandu, geboren und verbrachte seine Kindheit in Biratnagar. Im Jahr 1938 ging er nach Varanasi in Indien, um dort an der Banaras Hindu University zu studieren.

## Politische Laufbahn

### Anfänge
Im Jahr 1942 nahm er, wie viele andere Politiker auch, an der „Quit India“-Bewegung teil und wurde deshalb mit anderen Politikern von den britischen Kolonialherren verhaftet. Wegen seiner politischen Gesinnung lebte er viele Jahre im Exil, vor allem in China und Indien, wo er der Kommunistischen Partei Indiens beitrat. Außerdem verbrachte er 15 Jahre in Gefangenschaft teils in Nepal während der Regentschaften der Könige Tribhuvan, Mahendra und Birendra, teils bei den Briten. Nachdem er 1949 die Kommunistische Partei Nepals mitgründete, wurde er 1953 deren Generalsekretär.

#### Wahlprogramm
Man Mohan Adhikari setzte sich eine Reihe sozialer Reformen zum Ziel, vor allem eine Landreform, die Anhebung der politischen Mitbestimmung von Minderheiten, die Emanzipation der Frau, das Verbot der Kinderarbeit, ein Dorfprojekt, um die Armut auf dem Land zu beseitigen, sowie eine Minimalrente.

#### Regierungszeit
Im Jahr 1994 wurde Adhikari im Alter von 73 Jahren zum Ministerpräsidenten Nepals gewählt. Durch seinen Wahlsieg drängte er seinen vier Jahre jüngeren Cousin Girija Prasad Koirala, mit dem er während der Regentschaft König Birendras gemeinsam im Exil gewesen war, aus dem Amt. Durch seinen Wahlsieg und die Abwahl des pro-indisch orientierten Vorgängers fürchtete Indien eine Stärkung des Einflusses Chinas in der Region.
In der Zeit von 1994 bis 1995 war Adhikari für neun Monate Premierminister Nepals. Er war der Vorsitzende der Kommunistischen Partei Nepals (Vereinigte Marxisten-Leninisten) (CPN-UML) sowie der einzige demokratisch gewählte nepalesische Premierminister dieser Partei. Während seiner Amtszeit als Regierungschef wurde der Bau des Arun III-Staudamms durch den damaligen Weltbankchef Paul Wolfowitz abgelehnt. Dieser sollte auch von Deutschland finanziell gefördert werden, das die freigewordenen Mittel für andere Projekte in Nepal verwendete. Des Weiteren trieb er einige Reformen voran, beispielsweise das build-your-own-village-Programm. Außerdem begann zu seiner Regierungszeit eine umfassende Kooperation mit der Mongolei, die er bei einem Treffen in Ulaanbaatar mit dem damaligen mongolischen Ministerpräsidenten Puntsagiin Dschasrai vereinbarte.
Seine Regierungszeit endete, nachdem die Nepalesische Kongresspartei (Nepali Congress Party, NCP) ein Misstrauensvotum gegen seine Minderheitsregierung stellte. Daraufhin bat Adhikari König Birendra Bir Bikram Shah Dev, das Parlament aufzulösen. Dieser Schritt musste nach einer Klage vor dem Obersten Gerichtshof Nepals wieder rückgängig gemacht werden. Daraufhin bestimmte der König den Fraktionsvorsitzenden der NCP, Sher Bahadur Deuba, zum Ministerpräsidenten. Dieser bildete eine Koalition aus seiner eigenen Partei, der Freundschaftspartei und der Nationaldemokratischen Partei.

### Politische Betätigung nach der Regierungszeit
Auch nach seiner Amtszeit engagierte Adhikari sich für die Emanzipation der Frauen.

## Tod
Adhikari starb am 26. April 1999 im Alter von 78 Jahren in Kathmandu an einem Herzinfarkt, nachdem er für sieben Tage in einem Krankenhaus Kathmandus im Koma gelegen hatte. Noch kurz vor seinem Tod, der ihn im Wahlkampf für die im Mai vorgesehene Wahl ereilte, war er einer der beliebtesten Politiker Nepals und galt als Favorit für die Wahlen zum Premierminister. Ihm wurde ein Staatsbegräbnis zuteil – als zweitem Politiker nach Ganesh Man Singh.  Bei seiner Beerdigung, die am heiligen Fluss Bagmati stattfand, erwiesen ihm über 200.000 Menschen die letzte Ehre. Im gesamten Land wurden die Flaggen auf halbmast gesetzt.  Nach seinem Tod führte Madhav Kumar Nepal die Partei fort.

## Einordnung
Er galt als eine der wenigen demokratischen Integrationsfiguren Nepals.